# Предпоследняя ледниковая эпоха

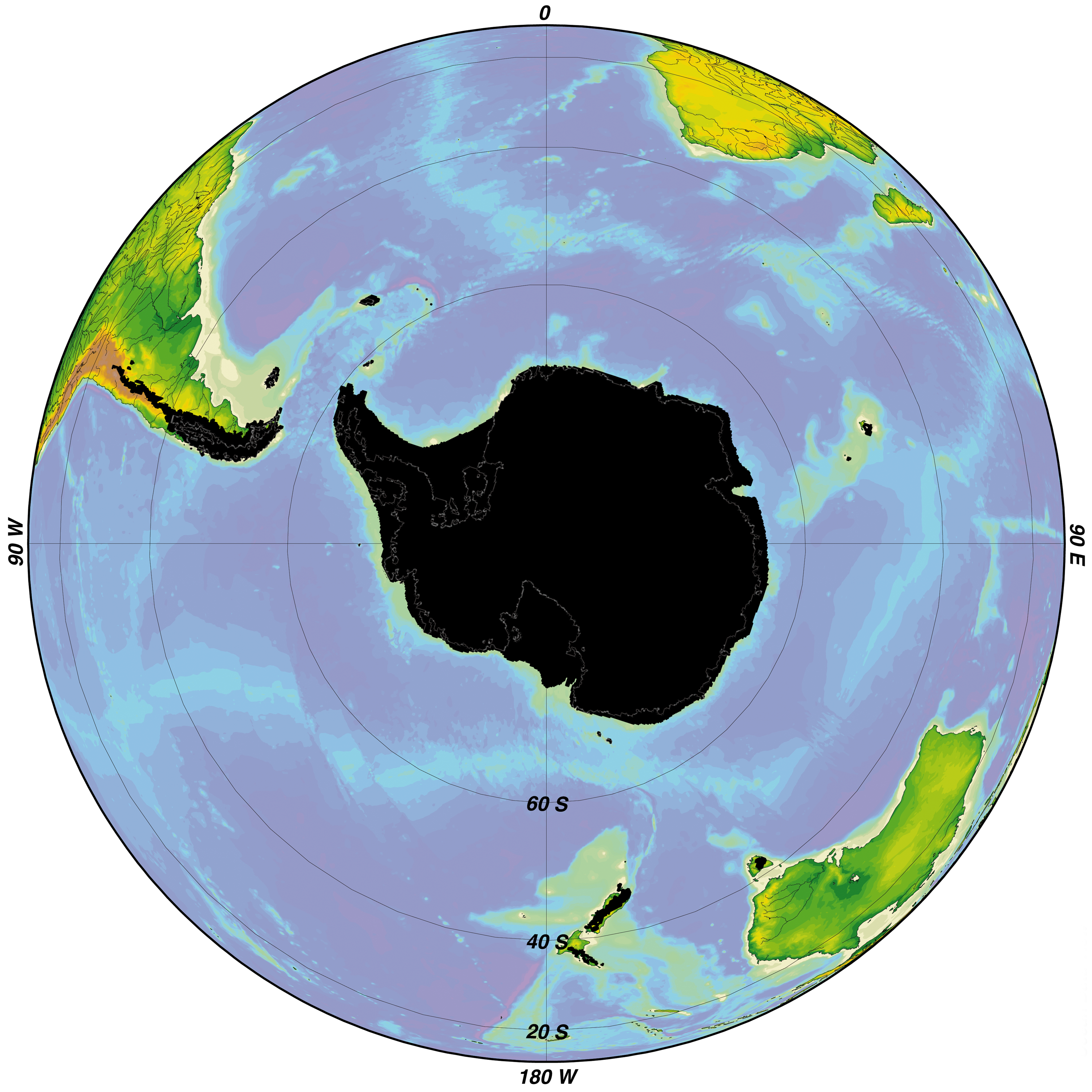
Максимальное распространение покровного оледенения в Антарктике

Изменения температуры (синий), содержания CO_{2} (зелёный) и пыли (красный) за последние 420 000 лет по данным анализа керна льда со станции Восток в Антарктике.

Предпоследняя ледниковая эпоха (местные названия оледенений — московское, заальское и т. д.; PGP — от Penultimate Glacial Period) — ледниковая эпоха, относящаяся ко второй половине среднего неоплейстоцена, около 190—130 тысяч лет назад (изотопно-кислородная стадия 6 (MIS, англ.), предпоследняя (перед последней ледниковой эпохой) из крупных четвертичных эпох покровных оледенений на Земле. Ей предшествовало межледниковье (интергляциал) около 250—190 тыс. л. н. — относительно тёплый период, отделяющий предпоследнее оледенение от максимального днепровского оледенения (300—250 тыс. л. н.) в среднем неоплейстоцене. Закончилась микулинским (эемским) межледниковьем около 130 тысяч лет назад.

## Локальные названия

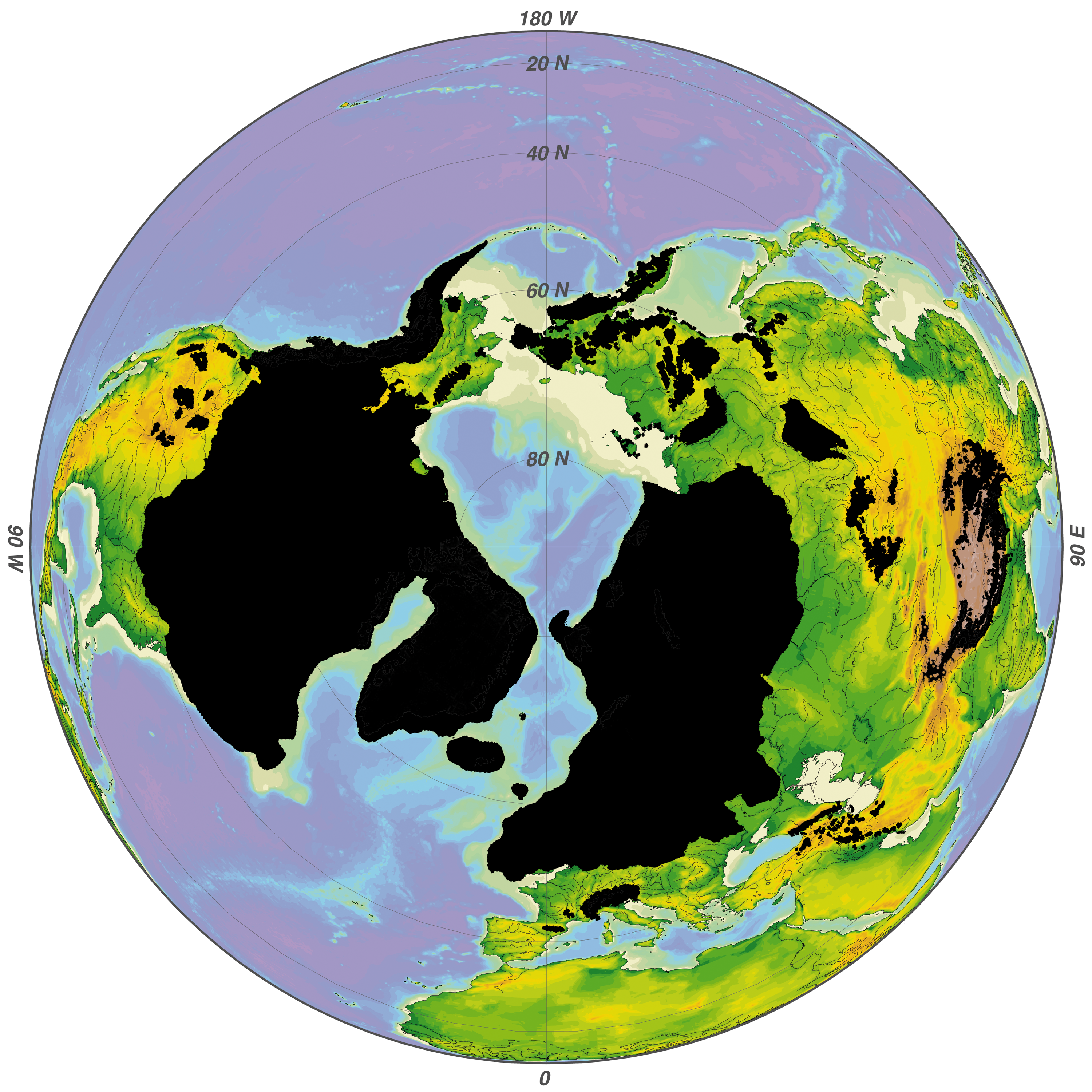
Ранние представления о границах максимальных оледенений (частично — предпоследней ледниковой эпохи). Более современные границы

Предпоследняя ледниковая эпоха в научной литературе гораздо чаще встречается в виде местных названий континентальных оледенений. На Восточно-Европейской равнине оно носит название московского, в Западной Сибири — тазовского, на Среднеевропейской равнине — заальского, в Альпах — рисского, в Северной Америке — иллинойского.

## Границы

### Восточно-Европейская равнина
Южная граница московского оледенения проходила с юго-запада на северо-восток Московской области. В Белоруссии оледенение называют Сожским. Во время оледенения ледник продвинулся примерно до северной границы Белорусского Полесья. За время сожского оледенения сформировался рельеф Белорусской гряды. Основной стадией в сожском оледенении является ошмянская, во время которой образовались Дзержинский, Каменногорский, Загорский угловые массивы и Заславская, Свислочская гляциодепрессии.
Как самостоятельную ледниковую эпоху московское оледенение выделили сравнительно недавно. Некоторые исследователи по-прежнему трактуют московское оледенение как одну из стадий днепровского оледенения, либо как одну из стадий более крупного и продолжительного предшествующего оледенения. По исследовательским климатическим данным за последние 5 млн лет периоды днепровского и московского оледенений перекрываются, в связи с этим московское оледенение трактуется как одна из стадий днепровского оледенения.

### Западная Европа

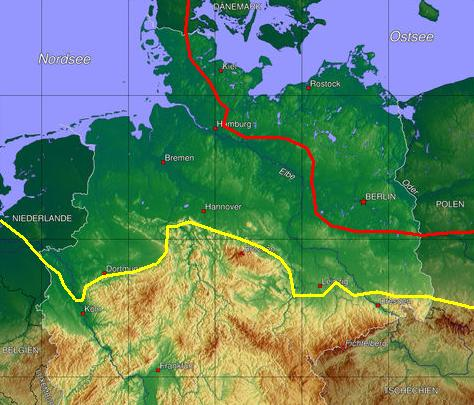
Границы максимального оледенения в Германии

Основным центром оледенения, откуда покровные ледники надвигались на области Северной и Средней Европы было Скандинавское нагорье. Одновременно крупные оледенения захватывают горные хребты Европы, в первую очередь Альпы. В период наибольшего охвата льдом были покрыты вся Ирландия и почти вся Великобритания. Южная граница его в центральной Европе доходила до устья Рейна, до возвышенной полосы Средне Германских гор, в его зоне оказались бассейны рек Одер и Висла вплоть до Северных Карпат.

### Северная Америка
Иллинойское, как и висконсинское оледенения распространялись от Лабрадорского центра оледенения. Южная граница максимального иллинойского оледенения проходила от мыса Код на Атлантическом побережье через остров Лонг-Айленд, по югу штата Нью-Йорк, через штаты Пенсильвания, Огайо, Иллинойс до реки Миссисипи у 37°30′ с.ш. Далее край ледника поворачивал на с-з по течению реки Миссури и пересекал Кордильеры между верховьями р. Миссури и южной окраиной о. Ванкувер.
Термин (от Иллинойс — штат США) предложен Чемберлином в 1896 году.

### Альпы

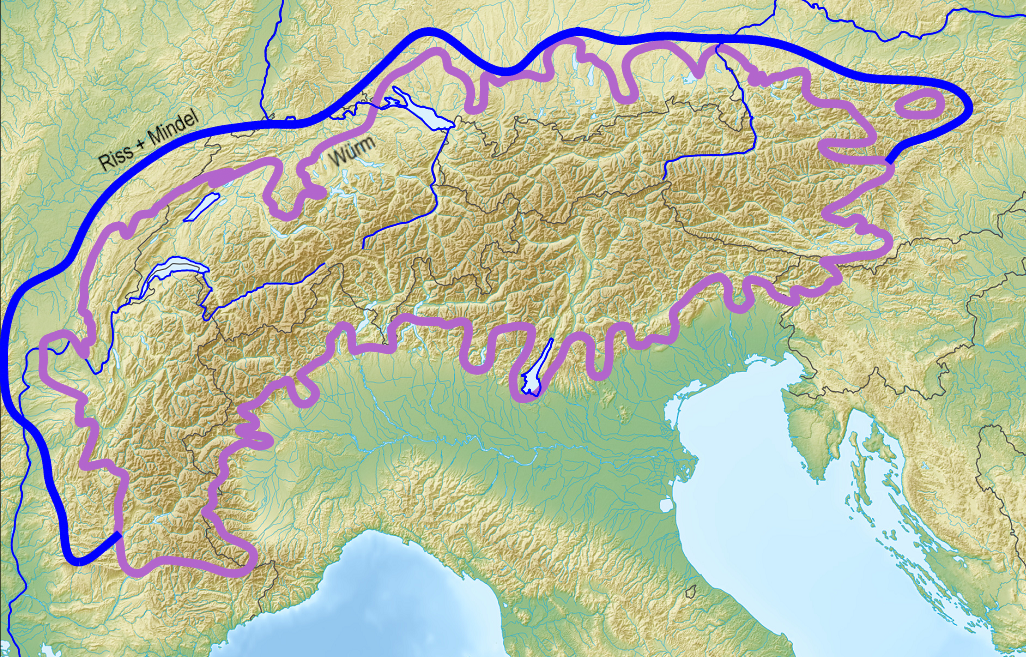
Карта рисского оледенения в Альпах

Это оледенение было максимальным в Альпах за весь четвертичный период), около 350—187 тысяч лет назад. В риссе выделяют две стадии наступления ледников (рисс I и рисс II), между которыми было существенное потепление.
Эпоха рисского оледенения (от нем. Riss — Рис, приток Дуная) была выделена А. Пенком и Э. Брюкнером в 1909 году вместе с другими альпийскими оледенениями: гюнц, миндель, вюрм.

## Стратиграфия

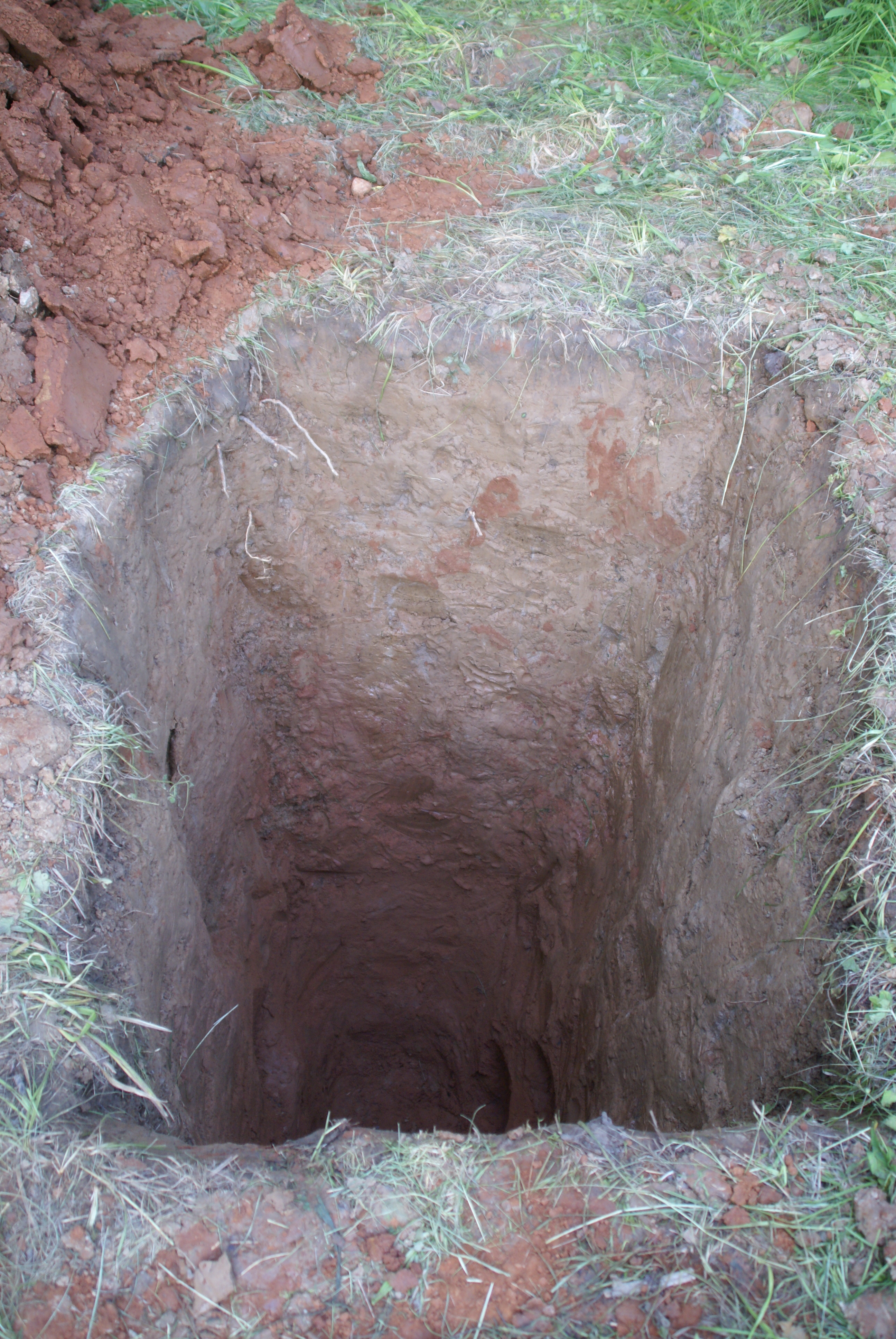
Московская морена, вскрытая шурфом

На Восточно-Европейской равнине отложения московского оледенения относятся к московскому горизонту. Последний (QII6, QIIms) — региональное стратиграфическое подразделение четвертичного периода.  Соответствует 6-й ступени среднего неоплейстоцена. Выделяется в центре, на севере и северо-западе европейской части России. Представлен ледниковыми, озёрно-ледниковыми, морскими, речными и прочими отложениями.
Московская морена (gQII-6) на территории Русской равнины представлена красно-бурыми лёгкими и средними суглинками, супесями с включениями гравия, гальки, щебня и валунов, а также линз песков в количестве от 5 до 30 %. Плотность московской морены 2,1-2,3 г/см3. Мощность московской морены обычно не превышает 15 м. Суглинки морены плотные, влажные, тугопластичные.
Как правило московская морена перекрыта маломощным (1-2 м) пластом покровных суглинков, но в промоинах может выходить на поверхность. В московской морене встречаются валуны и глыбы изверженных пород, а также более мелкие обломки карбонатных пород.